# Simon Gbegnon
Simon Gbegnon Amoussou (Nantes, Francia, 27 de octubre de 1992) es un futbolista francés, con nacionalidad togolesa, que juega como defensa o centrocampista en el PAE Chania de la Segunda Superliga de Grecia. Es internacional con la selección de fútbol de Togo.

## Trayectoria
Nacido en Nantes de padres togoleses, comenzó su carrera con Vaillante Sports d'Angers en la temporada 2010-11. En categoría juvenil formó parte de los clubs franceses del FC Rezé y al AC Chapelain antes de unirse al USJA Carquefou en 2013, siendo inicialmente asignado al equipo B y más tarde como jugador del primer equipo.
El 17 de junio de 2015 firmó por el SAS Épinal, siendo un titular habitual durante su período de dos años. Pasado ese tiempo se fue al A. S. Béziers y logró el ascenso en su primera temporada. En su segunda campaña disputó 32 partidos y anotó un gol en la Ligue 2. 
En julio de 2019 se comprometió para jugar la temporada 2019-20 en las filas del C. D. Mirandés España. En enero de 2020 rescindió su contrato con el equipo de Miranda de Ebro y fichó por el FC Dinamo Tiflis georgiano. Allí estuvo durante tres campañas y en septiembre de 2022 regresó al fútbol francés para jugar en el S. O. Cholet. Un año después se incorporó al Iraklis de Tesalónica, donde también estuvo una temporada antes de unirse al PAE Chania.

## Clubes
| Club                      | País    | Año       |
| ------------------------- | ------- | --------- |
| US Jeanne d'Arc Carquefou | Francia | 2014-2015 |
| SAS Epinal                | Francia | 2015-2017 |
| A. S. Béziers             | Francia | 2017-2019 |
| C. D. Mirandés            | España  | 2019-2020 |
| F. C. Dinamo Tiflis       | Georgia | 2020-2022 |
| S. O. Cholet              | Francia | 2022-2023 |
| Iraklis de Tesalónica     | Grecia  | 2023-2024 |
| PAE Chania                | Grecia  | 2024-     |

## Palmarés

### Títulos nacionales
| Título               | Club                | País    | Año  |
| -------------------- | ------------------- | ------- | ---- |
| Erovnuli Liga        | F. C. Dinamo Tiflis | Georgia | 2020 |
| Supercopa de Georgia | F. C. Dinamo Tiflis | Georgia | 2021 |